# Sultan Scià di Corasmia
Sultan Scià (... – 1193) è stato un pretendente al titolo di Scià dell'Impero corasmio dal 1172 fino alla sua morte.
Era il figlio minore di Il-Arslan.

## Biografia
Nel 1172 Il-Arslan morì e i suoi figli iniziarono una lotta per la successione. Sultan Scià era il figlio più giovane, ma era considerato l'erede formale e sua madre, Terken Khatun, lo mise sul trono. Il figlio maggiore, Ala al-Din Tekish, si recò dai Kara Khitay e chiese loro di intronizzarlo al posto del fratello, promettendo in cambio un tributo annuale. Gli fu dato un grande esercito e presto partì per la Corasmia.
Sultan Scià e sua madre, dopo aver sentito dell'approccio di Tekish, decisero di fuggire e Tekish si installò in Corasmia, senza opposizione, nel dicembre 1172. Sultan Scià e Terken Khatun riuscirono a ottenere il sostegno di Mu'ayyid al-Din Ai-Aba, un ex emiro selgiuchide che si era stabilito a Nishapur dopo il crollo del potere selgiuchide. Nel 1174 guidò un esercito in Corasmia, ma fu sconfitto, catturato e giustiziato da Tekish. Dopo la morte di Ai-Aba, Sultan Scià alla fine trovò rifugio presso i Ghuridi, ma Terken Khatun fu braccato e ucciso dalle forze di Tekish.
Alla fine del 1170 i Kara Khitay richiamarono Sultan Scià, che viveva ancora nel territorio dei Ghuridi. Tekish si era ribellato, rifiutandosi di rendere omaggio e uccidendo i funzionari dei Kara Khitay. Il sultano Scià tornò dall'esilio e un esercito dei Kara Khitay fu inviato per reintegrarlo come Scià della Corasmia. Tekish riuscì a fermare questa offensiva, aprendo le dighe dell'Amu Darya e inondando il percorso del nemico.
Il grosso dell'esercito dei Kara Khitay decise di tornare in patria, ma Sultan Scià convinse il suo comandante a lasciare con lui un contingente di truppe. Con questa forza, si spostò nel Grande Khorasan, ancora sotto il controllo di varie tribù Oghuz e emiri selgiuchidi. Riuscì a rovesciare diversi governanti locali, con la conquista di Sarakh, Tus e Merv nel 1181. Molestò anche i territori ghuridi intorno a Badghis.
Negli anni successivi Sultan Scià rimase una minaccia per Tekish, che fu costretto a condurre più volte spedizioni nel Khorasan. Nonostante ciò, Sultan Scià non fu in grado di ottenere vantaggi significativi contro suo fratello. Ebbe anche problemi occasionali con i Ghuridi; in una campagna del 1189/1190, invasero il suo territorio, lo sconfissero e presero parte dei suoi possedimenti.
Nel 1192 Sultan Scià decise di lanciare una spedizione contro la Corasmia, approfittando dell'assenza di Tekish; quest'ultimo si trovava all'epoca nell'Iran occidentale a trattare con i selgiuchidi di Hamadan. Tuttavia, mentre la campagna era in corso, morì, nel 1193, e Tekish si impadronì di alcuni dei suoi possedimenti, riunendo le terre corasmie.